# Cantón de Lillebonne
El cantón de Lillebonne era una división administrativa francesa, que estaba situada en el departamento de Sena Marítimo y la región de Alta Normandía.

## Composición
El cantón estaba formado por catorce comunas:
- Auberville-la-Campagne
- Grand-Camp
- La Frénaye
- La Trinité-du-Mont
- Lillebonne
- Mélamare
- Norville
- Notre-Dame-de-Gravenchon
- Petiville
- Saint-Antoine-la-Forêt
- Saint-Jean-de-Folleville
- Saint-Maurice-d'Ételan
- Saint-Nicolas-de-la-Taille
- Triquerville

## Supresión del cantón de Lillebonne
En aplicación del Decreto nº 2014-266 de 27 de febrero de 2014, el cantón de Lillebonne fue suprimido el 22 de marzo de 2015 y sus 14 comunas pasaron a formar parte; ocho del nuevo cantón de Notre-Dame-de-Gravenchon y seis del nuevo cantón de Bolbec.